# A Outra Campanha

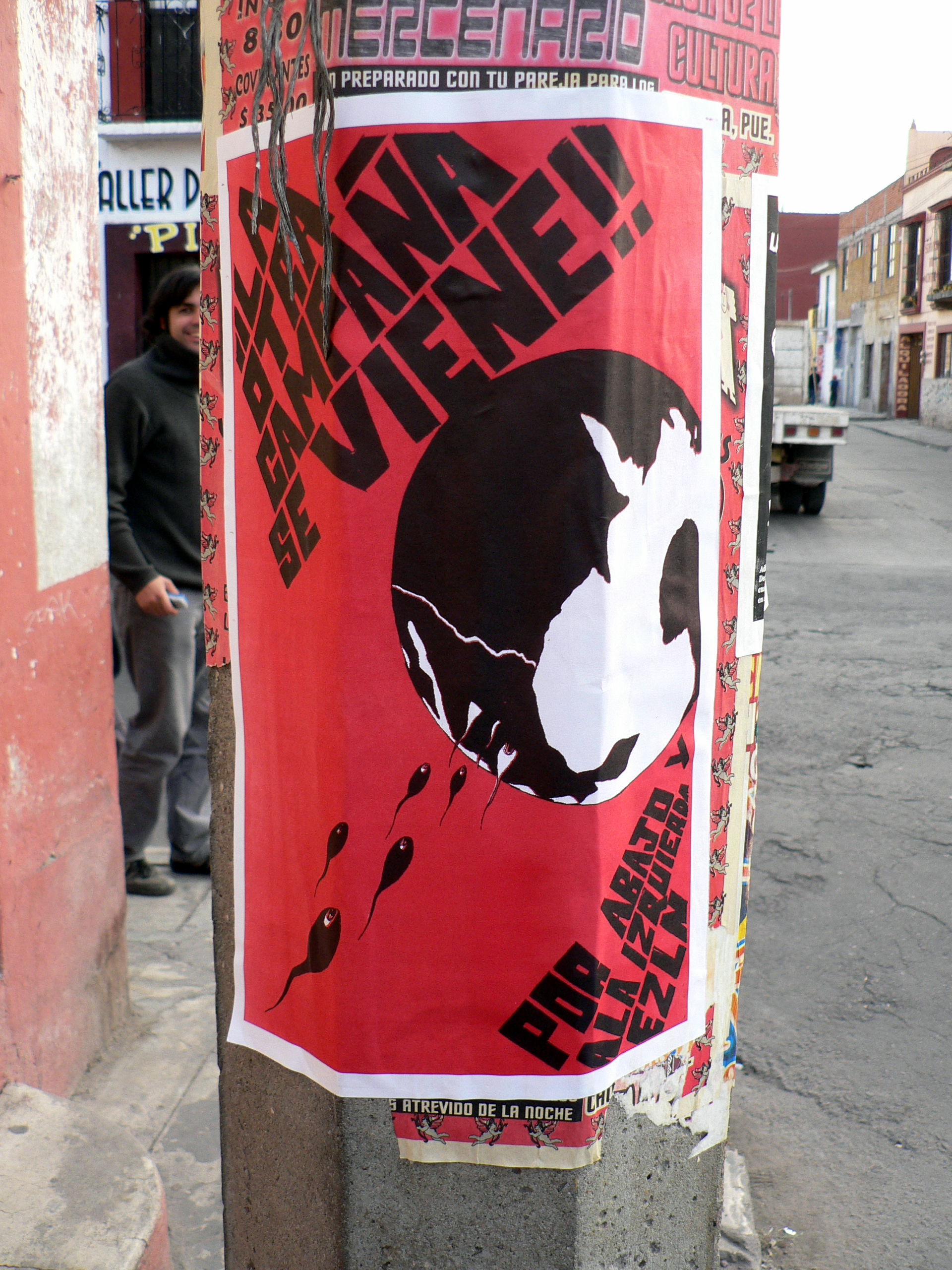
quartel de Zapatour

A Outra Campanha (esp.; La Otra Campaña) é uma iniciativa política de independentes e partidários da participação popular impulsionada pelo EZLN e o movimento Zapatista.
Em junho de 2005, o EZLN lançou uma nova inciativa, a  Sexta Declaración de la Selva Lacandona, onde chama, desde setores políticos até indivíduos, a organizarem-se em um movimiento nacional, em busca da restauração das relações sociais, conformar um Programa Nacional de Luta e criar uma nova constituição política que seja regida em toda a República Mexicana, onde se considerem as demandas do povo mexicano.
Desde o ponto de vista da EZLN, A Outra Campanha busca escutar o povo mexicano, desde aos organizados até os que não estão, a todos aqueles que desde abajo y a la izquierda busquem mudar o atual estado da sociedade, sempre regidos por certos princípios, como são: o anticapitalismo, a horizontalidade, a igualdade e vários mais que o proprio movimento irá definindo em seu caminhar.
Como parte da A Otra Campanha o Delegado Zero começou uma jornada de visitas a todo o estado Mexicano. Este acontecimento chega ao Distrito Federal para celebrar Outro primeiro de Maio. No dia 3 de Maio a polícía municipal de Texcoco tentou expulsar os vendedores de flores do mercado Belisario Domínguez, para a construção de um Wal-Mart. Habitantes de San Salvador Atenco apoiaram os protestos de Texcoco. Começou então uma jornada de violência que se salda com milhares de feridos, dois mortos e (Javier Cortés Santiago e Alexis Benhumea), estupro de mulheres, centenas de presos e vários desaparecidos. A partir destes acontecimentos a EZLN declarou alerta vermelho.
Durante este giro tentou-se distanciar-se dos três partidos políticos mias importantes do México e de seus candidatos à presidência, para deixar claro que seus projetos de construção de um novo pais não passa pelo apoio eleitoral a candidatos, mas sim pela luta própria e a organização dos setores.
"O processo eleitoral a começou e alguém virá a dizer que sim, nos apoiam e que iram resolver tudo. Nós vimos a dizer que eles não vão resolver absolutamente nada e nem os vemos trazer soluções, se não problemas, e o convidamos de que nos juntemos com os companheiros que estão alçando em outras partes do país para construirmos o novo México"
Foi declarado que Andrés Manuel López Obrador é um espelho do ex-presidente Carlos Salinas de Gortari e que, seu duplo discurso para com o povo precisa de fundamentos.
(a (impossível) geometria do Poder no México). Marcos tem se expressado também recientemente acerca do PRI e Roberto Madrazo, q quem qualifica de "ladrão vergonhoso e criminoso" (). Sobre o presidente Fox disse recentemente que este tem "entregado aos empresários todo o dinheiro que se juntou da ajuda (para vítimas do furacão Stan), e que a gente humilde todavía está esperando"
Desde seu punto de vista, em sua percorrida pelo país o Delegado Zero tem recolhido testemunhos da dor e da resistência do povo do México, para leva-los longe, a outros lugares, para que se conheçam e que as lutas e as resistências não se deem isoladamente.

## Artigos Relacionados
- Exército Zapatista de Libertação Nacional
- Subcomandante Insurgente Marcos
- Emiliano Zapata
- Comandante Ramona
- Frente Zapatista de Libertação Nacional

## Ligações Externas
- Site da A Outra Campanha (em espanhol)
- "Ningún candidato cambiará la situación de explotación".